# Джиро д’Италия 1933
21-й выпуск Джиро д’Италия — трёхнедельной шоссейной велогонки по дорогам Италии. Гонка проводилась с 6 мая по 28 мая 1933 года. Победу, пятый раз в карьере, одержал итальянский велогонщик Альфредо Бинда.
Воодушевленные введением розовой майки в предыдущем году, организаторы учредили горный зачёт. Также они ввели белую майку, которая отличала лидера классификации «гонщиков-одиночек». Главным новшеством было введения в маршрут индивидуальной раздельной гонки на время, на которой гонщики стартовали с трёхминутным интервалом. Призовые для победителя гонки была увеличены и составили 296.000 лир. Также появились первые рекламные караваны на пути следования гонки.

## Участники
На старт гонки в Милане вышли 97 гонщиков, с которых до финиша соревнования доехали 51. Гонщики могли участвовать в гранд-туре в составе команды или индивидуально. Участие в гонке приняли 9 профессиональных велокоманд: Bestetti-d'Alessandro, Bianchi-Pirelli, Dei-Pirelli, Ganna-Hutchinson, Girardengo-Clément, Gloria-Hutchinson, Legnano-Clement, Maino-Clément и Olympia-Superga.
Пелотон состоял в основном из итальянцев. Участие в гонке приняли пять бывших чемпионов Джиро, включая четырёхкратного победителя Корса Роза Альфредо Бинду и двукратного чемпиона Костанте Джирарденго. Среди других известных итальянских гонщиков, которые стартовали на гонке, были Леарко Гуэрра, Джузеппе Ольмо и Ремо Бертони. От именитых иностранцев на гонку приехали призёр предыдущей гонки Жозеф Демюйзер, испанский горняк Висенте Труэба и именитый француз Рене Вьетто. Главным фаворитом на победу в гонке считался Леарко Гуэрра, выигравший в начале сезона классику Милан — Сан-Ремо.

## Маршрут
Гонка состояла из 17 этапов, общей протяженностью 3343 километра.
| Этап | Дата   | Маршрут                        | type                    | Длина (км) | Победитель     | Лидер генеральной классификации |
| ---- | ------ | ------------------------------ | ----------------------- | ---------- | -------------- | ------------------------------- |
| 1    | 6 май  | Милан – Турин                  | горный                  | 169        | Леарко Гуэрра  | Леарко Гуэрра                   |
| 2    | 7 май  | Турин – Генуя                  | горный                  | 216        | Альфредо Бинда | Альфредо Бинда                  |
| 3    | 8 май  | Генуя – Пиза                   | горный                  | 191        | Леарко Гуэрра  | Альфредо Бинда                  |
| 4    | 10 май | Пиза – Флоренция               | горный                  | 184        | Джузеппе Ольмо | Альфредо Бинда                  |
| 5    | 11 май | Флоренция – Гроссето           | горный                  | 193        | Леарко Гуэрра  | Жозеф Демюйзер                  |
| 6    | 12 май | Гроссето – Рим                 | горный                  | 212        | Марио Чиприани | Жозеф Демюйзер                  |
| 7    | 14 май | Рим – Неаполь                  | равнинный               | 228        | Жерар Лонке    | Жозеф Демюйзер                  |
| 8    | 15 май | Неаполь – Фоджа                | горный                  | 195        | Альфредо Бинда | Альфредо Бинда                  |
| 9    | 17 май | Фоджа – Кьети                  | равнинный               | 248        | Альфредо Бинда | Альфредо Бинда                  |
| 10   | 18 май | Кьети – Асколи-Пичено          | горный                  | 158        | Альфредо Бинда | Альфредо Бинда                  |
| 11   | 20 май | Асколи-Пичено – Риччоне        | равнинный               | 208        | Фернан Корне   | Альфредо Бинда                  |
| 12   | 21 май | Риччоне – Болонья              | равнинный               | 189        | Джузеппе Ольмо | Альфредо Бинда                  |
| 13   | 22 май | Болонья – Феррара              | индивидуальная разделка | 62         | Альфредо Бинда | Альфредо Бинда                  |
| 14   | 24 май | Феррара – Удине                | равнинный               | 242        | Этторе Меини   | Альфредо Бинда                  |
| 15   | 25 май | Удине – Бассано-дель-Граппа    | равнинный               | 213        | Этторе Меини   | Альфредо Бинда                  |
| 16   | 26 май | Бассано-дель-Граппа – Больцано | равнинный               | 148        | Жерар Лонке    | Альфредо Бинда                  |
| 17   | 28 май | Больцано – Милан               | горный                  | 284        | Альфредо Бинда | Альфредо Бинда                  |

## Ход гонки
Леарко Гуэрра третий год подряд выиграл первый этап и первым примерял розовую майку. Уже на следующий день перехватил Альфредо Бинда: Гуэрра заголодал в Скоффере на этапе «Турин – Генуя» и не смог противостоять Бинде. Директор Джиро д'Италия Армандо Кунье передал ему пакет с печеньем, которое Гуэрра съел, не снимая оберточной бумаги. Бинда, облаченный в радужную майку чемпиона мира, выиграл тот этап и возглавил генеральную классификацию.
Отдохнувший и пришедший в себя Гуэрра стал победителем третьего этапа. Джузеппе Ольмо одержал свою первую победу на Джиро д'Италия, выиграв этап «Пиза – Флоренция».
После пятого этапа "розовая майка" Джиро на три дня перешла на плечи бельгийского гонщика Жозефа Демюйзера, но затем Бинда вновь взял инициативу в свои руки, победив на трёх этапах подряд, выиграв в Фодже, Кьети и Асколи-Пичено. 
Бинда выиграл и первую в истории Джиро д'Италия индивидуальную гонку на время, протяженностью 62 км из Болоньидо Феррары. Выдержал он и сложнейший предпоследний этап «Бассано-дель-Граппа – Больцано», на котором гонщики, сражаясь с холодом, ветром и дождем, на некоторых участках, шли пешком. В Милане Альфредо Бинда оформил свой пятый титул победителя Джиро д'Италия, попутно выиграв и горный зачёт.

## Лидеры классификаций
На Джиро д’Италия 1933 разыгрывались три индивидуальные классификации и две командные. Лидер генеральной классификации, которая рассчитывалась по сумме времени каждого гонщика, показанном на этапах, отмечался розовой майкой. Гонщик с наименьшим итоговым временем становился победителем генеральной классификации и всей гонки. Организаторы решили убрать временные бонусы за победу на равнинных этапах, заканчивавшихся спринтом, для гонщиков, выигравшим из отрыва или первым преодолевшим подъём. Но была учреждена бонусная премия за первое и второе места, занятые в индивидуальной раздельной гонке: 2 минуты для победителя и 1 — для серебряного призёра.
Победитель в индивидуальной гонке на время - где гонщики оспаривают курс, начинающийся с трехминутным шагом, - награждается временным бонусом в две минуты и одну минуту для победителей, занявших первое и второе места, соответственно.
Также как и генеральная, рассчитывались классификации лучшего иностранного гонщика и лучшего гонщика, участвовавшего в гонке индивидуально (не в команде). Лидер последней отмечался майкой белого цвета.
Место в рейтинге горной классификации определялось по очкам, которые гонщики могли получить за пересечение вершины горных подъёмов в числе первых.
Организаторы гонки выбрали четыре подъёма, на которых разыгрывались горные баллы: Тонале, Остерия делла Крочетта, Кастельнуово-делла-Дауния и Кастельнуово-ди-Валь-ди-Чечина. Лидер горной классификации специальной майкой не отмечался.
В командной классификации позиции участвующих команд определялись по суммарному времени, показанному тремя лучшими гонщиками каждой команды на каждом из этапов. Команда с наименьшим итоговым временем после последнего этапа становилась победительницею классификации. Если команда финишировала на этапе с менее чем с тремя гонщика, она исключалась из розыгрыша классификации. 
Среди итальянских гонщиков, участвующих в гонке индивидуально, разыгрывалась дополнительная командная классификация — ll Trofeo Magno (рус. Большой Трофей). Гонщики были разделены на команды в зависимости от региона Италии, который они представляли. Позиция в турнирной таблицы зачёта определялась по тому же принципу, что и среди обычных команд.
| Этап | Победитель     | Генеральная классификация | Лучший иностранный гонщик | Лучший независимый гонщик | Лучший «гонщик-одиночка» | Горная классификация | Командная классификация | ll Trofeo Magno |
| ---- | -------------- | ------------------------- | ------------------------- | ------------------------- | ------------------------ | -------------------- | ----------------------- | --------------- |
| 1    | Леарко Гуэрра  | Леарко Гуэрра             | Жозеф Демюйзер            | Камилло Эрба              | Ренато Скортикати        | не разыгрывалась     | Ganna                   | Ломбардия       |
| 2    | Альфредо Бинда | Альфредо Бинда            | Жозеф Демюйзер            | Карло Моретти             | Каццульяни               | не разыгрывалась     | Ganna                   | Ломбардия       |
| 3    | Леарко Гуэрра  | Альфредо Бинда            | Жозеф Демюйзер            | Карло Моретти             | Каццульяни               | не разыгрывалась     | Ganna                   | Ломбардия       |
| 4    | Джузеппе Ольмо | Альфредо Бинда            | Жозеф Демюйзер            | Карло Моретти             | Каццульяни               | не разыгрывалась     | Ganna                   | Ломбардия       |
| 5    | Леарко Гуэрра  | Жозеф Демюйзер            | Жозеф Демюйзер            | Карло Моретти             | Каццульяни               | Альфредо Бинда       | Legnano-Clement         | Ломбардия       |
| 6    | Марио Чиприани | Жозеф Демюйзер            | Жозеф Демюйзер            | Карло Моретти             | Камилло Эрба             | Альфредо Бинда       | Legnano-Clement         | Пьемонт         |
| 7    | Жерар Лонке    | Жозеф Демюйзер            | Жозеф Демюйзер            | Карло Моретти             | Камилло Эрба             | Альфредо Бинда       | Legnano-Clement         | Пьемонт         |
| 8    | Альфредо Бинда | Альфредо Бинда            | Жозеф Демюйзер            | Карло Моретти             | Марко Джюнтелли          | Альфредо Бинда       | Legnano-Clement         | Пьемонт         |
| 9    | Альфредо Бинда | Альфредо Бинда            | Жозеф Демюйзер            | Карло Моретти             | Камилло Эрба             | Альфредо Бинда       | Legnano-Clement         | Ломбардия       |
| 10   | Альфредо Бинда | Альфредо Бинда            | Жозеф Демюйзер            | Карло Моретти             | Антонио Фолько           | Альфредо Бинда       | Legnano-Clement         | Пьемонт         |
| 11   | Фернан Корне   | Альфредо Бинда            | Жозеф Демюйзер            | Карло Моретти             | Антонио Фолько           | Альфредо Бинда       | Legnano-Clement         | Пьемонт         |
| 12   | Джузеппе Ольмо | Альфредо Бинда            | Жозеф Демюйзер            | Карло Моретти             | Антонио Фолько           | Альфредо Бинда       | Legnano-Clement         | Пьемонт         |
| 13   | Альфредо Бинда | Альфредо Бинда            | Жозеф Демюйзер            | Карло Моретти             | Камилло Эрба             | Альфредо Бинда       | Legnano-Clement         | Пьемонт         |
| 14   | Этторе Меини   | Альфредо Бинда            | Жозеф Демюйзер            | Карло Моретти             | Камилло Эрба             | Альфредо Бинда       | Legnano-Clement         | Пьемонт         |
| 15   | Этторе Меини   | Альфредо Бинда            | Жозеф Демюйзер            | Карло Моретти             | Камилло Эрба             | Альфредо Бинда       | Legnano-Clement         | Пьемонт         |
| 16   | Жерар Лонке    | Альфредо Бинда            | Жозеф Демюйзер            | Карло Моретти             | Камилло Эрба             | Альфредо Бинда       | Legnano-Clement         | Пьемонт         |
| 17   | Альфредо Бинда | Альфредо Бинда            | Жозеф Демюйзер            | Карло Моретти             | Камилло Эрба             | Альфредо Бинда       | Legnano-Clement         | Пьемонт         |
| Итог | Итог           | Альфредо Бинда            | Жозеф Демюйзер            | Карло Моретти             | Камилло Эрба             | Альфредо Бинда       | Legnano-Clement         | Пьемонт         |

## Итоговое положение
| \| Генеральная классификация \| Генеральная классификация \| Генеральная классификация \| Генеральная классификация \| Генеральная классификация \| \| Гонщик \| Гонщик \| Команда \| Время \| \| \| ------------------------- \| ------------------------- \| ------------------------- \| ------------------------- \| ------------------------- \| \| 1-й \| Альфредо Бинда \| \| 111ч 01' 52 \| \| \| 2-й \| Жозеф Демюйзер \| \| + 12' 34 \| \| \| 3-й \| Доменико Пьемонтези \| \| + 16' 31 \| \| \| 4-й \| Альфредо Бовет \| \| + 19' 47 \| \| \| 5-й \| Аллегро Гранди \| \| + 21' 33 \| \| \| 6-й \| Карло Моретти \| \| + 26' 16 \| \| \| 7-й \| Людвиг Гейер \| \| + 28' 22 \| \| \| 8-й \| Курт Штёпель \| \| + 30' 28 \| \| \| 9-й \| Марио Чиприани \| \| + 30' 30 \| \| \| 10-й \| Камилло Эрба \| \| + 30' 30 \| \| \| 11-й \| Антонио Фолько \| \| + 30' 55 \| \| \| 12-й \| Карло Романатти \| \| + 33' 44 \| \| \| 13-й \| Armando Zucchini \| \| + 40' 06 \| \| \| 14-й \| Нино Селла \| \| + 41' 17 \| \| \| 15-й \| Феличе Гремо \| \| + 42' 06 \| \| |                     |         |             |
| |                     |         |             |
| |                     |         |             |
| Генеральная классификация |                     |         |             |
| Гонщик | Гонщик              | Команда | Время       |
| 1-й | Альфредо Бинда      |         | 111ч 01' 52 |
| 2-й | Жозеф Демюйзер      |         | + 12' 34    |
| 3-й | Доменико Пьемонтези |         | + 16' 31    |
| 4-й | Альфредо Бовет      |         | + 19' 47    |
| 5-й | Аллегро Гранди      |         | + 21' 33    |
| 6-й | Карло Моретти       |         | + 26' 16    |
| 7-й | Людвиг Гейер        |         | + 28' 22    |
| 8-й | Курт Штёпель        |         | + 30' 28    |
| 9-й | Марио Чиприани      |         | + 30' 30    |
| 10-й | Камилло Эрба        |         | + 30' 30    |
| 11-й | Антонио Фолько      |         | + 30' 55    |
| 12-й | Карло Романатти     |         | + 33' 44    |
| 13-й | Armando Zucchini    |         | + 40' 06    |
| 14-й | Нино Селла          |         | + 41' 17    |
| 15-й | Феличе Гремо        |         | + 42' 06    |